# 이인로

인천 원인재에 있는 이인로 문학비

이인로(李仁老, 1152년 ~ 1220년)는 고려시대 중기 ~ 후기의 문신, 학자이자 시인, 작가이다. 자는 미수(眉叟), 초명은 득옥(得玉)이다. 아호는 쌍명재(雙明齋), 본관은 인천(仁川)이다. 무신집권기의 혼란 중 살아남았으며, 현재 한국에서 전하는 가장 오래된 시화집인 《파한집》의 저자이기도 하다.

## 생애
이인로는 평장사(平章事) 이오의 증손으로 아버지는 이백선(李伯仙)이다. 종증조부인 이공수는 문하시중(門下侍中)이고, 이지저는 재종조부였다. 고조부 이자상은 이자연의 동생으로, 종고조부 이자연의 후손들 중에는 문종, 순종, 선종의 왕비와 후궁들이 계속 배출되었다. 문벌귀족 가문 출신이지만, 일찍이 부모를 여의고 가세도 몰락하여 화엄승통(華嚴僧統) 요일(寥一)에 의해 양육되었다.
1170년 의종 때 정중부의 난이 일어나자, 어지러운 세상을 피해 불문에 귀의했다. 그 후 환속하여 명종 10년(1180년) 문과에 급제하여 직사관(直史官)이 된 후 14년간 사국(史局)과 한림원에 재직했다.
신종 때 예부원외랑(禮部員外郞)을 지내었고, 고종 초에는 비서감 우간의 대부(秘書鑑右諫議大夫)를 지냈다. 어려서부터 총명하여 문장과 글씨에 능하였으나, 성미가 급하였으므로 크게 쓰이지 못하였다.
관직에 있는 동안에도 현실에 싫증을 느끼고, 오세재·임춘(林椿)·조통(趙通)·이담(李湛)ㆍ황보항(皇甫抗)ㆍ함순(咸淳) 등과 망년우(忘年友)를 맺어 시와 술을 즐기며, 중국의 죽림칠현을 본받아 강좌칠현(江左七賢) 또는 해좌칠현(海左七賢)이라고 자처했다.

## 평가
고려의 대표적인 문인으로서, 한유의 고문(古文)을 따랐고, 소식의 시를 좋아했다. 저서로는 《쌍명재집》, 《파한집》, 《은대집》 등이 있다. 저작 중 파한집은 한국에서 오래된 시화집으로 알려지고 있다. 또한 다른 시조와 시에 대한 평론도 특기할 점이다.
무신정권에 협력 내지는 묵인하였다는 비판도 받고 있다.

## 가계
- 조부 : 이언림(李彦林)
- 아버지 : 이백선(李伯仙)
  - 아내 : 경주 최씨(慶州崔氏), 최영유(崔永濡)의 딸
    - 아들 : 이정(李程)
      - 손자 : 이승경(李承慶)

    - 아들 : 이양(李穰)
      - 손자 : 이승윤(李承胤)
      - 손자 : 이복경(李福卿)

    - 아들 : 이온(李昷)
    - 아들 : 이세황(李世黃)
    - 아들 : 이아대(李阿大)
    - 딸 : 봉유검(奉由儉)에게 출가

## 이인로가 등장한 작품
- 《무인시대》 KBS 드라마, 2003년~2004년, 배우 : 이일웅

## 저서
- 《쌍명재집》 20권
- 《파한집》
- 《은대집》
- 《후집》4권

## 같이 보기
- 파한집
- 보한집
- 오세재
- 이규보
- 이순우
- 이제현
- 안향
- 최자
- 최재
- 최충

## 참고 서적
- 고려사
- 고려사 절요